# کنفرانس مسکو

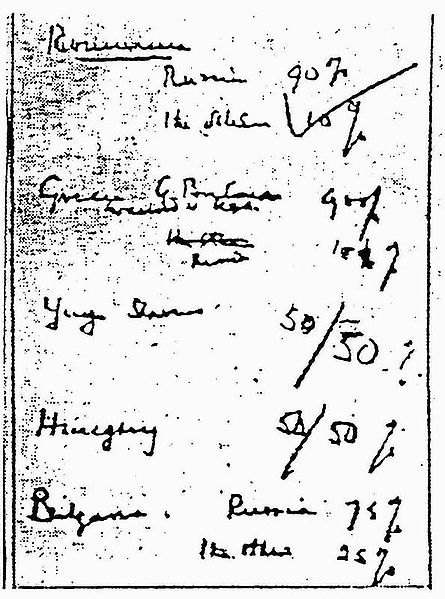
برگهٔ توافق درصد «تقسیم کشورهای بالکان» که توسط چرچیل و استالین در مسکو امضا شد. - ۹ اکتبر ۱۹۴۴

کنفرانس مسکو (انگلیسی: Moscow Conference) یا کنفرانس چهارم موسکو یا کنفرانس تولستوی کنفرانسی بود که در اواخر جنگ جهانی دوم با حضور نخست وزیر بریتانیا وینستون چرچیل و رهبر شوروی جوزف استالین از ۹ تا ۱۸ اکتبر ۱۹۴۴ در مسکو برگزار شد. هدف از کنفرانس بررسی تقسیم کشورهای بالکان بود.
چرچیل در خاطرات خود نتیجه این کنفرانس را اینگونه نقل کرده است:
- در رومانی: شوروی ۹۰ درصد بقیه ۱۰ درصد
- یونان: بریتانیا ۹۰ درصد با موافقت آمریکا، شوروی ۱۰ درصد
- یوگسلاوی و مجارستان: ۵۰–۵۰
- بلغارستان: شوروی ۷۵ درصد بقیه ۲۵ درصد